# Nové Syrovice (zámek)
Zámek Nové Syrovice stojí v blízkosti Syrovického rybníka v obci Nové Syrovice. V jeho blízkosti prochází trasa Graselovy stezky Nové Syrovice. Od roku 1968 je zámek chráněn jako kulturní památka.

## Historie
Původní tvrz nechal někdy po roce 1529 vystavět Mikuláš z Víckova. Ten jej roku 1547 prodal Václavu mladšímu z Lichtenburka. V roce 1575 ji od Apolonie Bítovské z Lichtenburka odkoupil Volf Štrejn ze Švarcenavy a od něj roku 1607 Jan Čejka z Olbramovic. Za Jana Čejky prošla tvrz v první čtvrtině 17. století přestavbou na renesanční zámek. Po Bílé hoře zámek jako konfiskát získal císařský lékař Adam Gabelhouer. V roce 1636 jej koupili Schaumburkové, v roce 1662 Ostašovští z Ostašova a v roce 1786 hrabě Jan Jindřich Nimptsch. Za Ostašů prošel v 18. století barokní úpravou. V letech 1820–1830 za Nimptschů dostal současnou, klasicistní, podobu. Interiéry však byly upraveny v duchu empíru. V polovině 19. století vznikl anglický park, rozkládající se v okolí zámku. Od roku 1916 byl v majetku hraběte Josefa Volfganga Marii Stubenberg, jenž jej po roce 1945 musel opustit a zámek sloužil jako kasárna. V 60. let v něm byl umístěn domov důchodců. Poslední změny se dočkal v roce 1996, když tu byl zřízen Ústav sociální péče s částí pro léčbu chronických alkoholiků (od roku 1997). V roce 2004 se stal příspěvkovou organizací kraje Vysočina.
Zámek je od roku 2016 do roku 2018 v rekonstrukci, bude opravena střecha, upraveny interiéry a výtahy a také bude zámek nově omítnut. V době rekonstrukce bude provoz ústavu sociální péče přesunut do náhradních prostor v Želetavě.
V roce 2018 proběhla rekonstrukce, byly vyměněna okna a střecha. Zámek byl rekonstruován i nadále, mezi lety 2018 a 2020 byla provedena komplexní rekonstrukce vybavení i budovy, stála 80 milionů Kč. Byla rekonstruována střecha, krovy, okna, dveře a mnoho dalšího. Od ledna roku 2020 bude opět zámek sloužit nemocným alkoholikům. Od roku 2020 také ústav je nově pojmenován, jmenuje se Domov Nové Syrovice. V roce 2024 bylo opraveno někdejší hospodářské křídlo zámku.
V roce 2027 by mělo být přistavěno nové křídlo zámku s 25 novými lůžky.